# Luçay-le-Mâle
Luçay-le-Mâle är en kommun i departementet Indre i regionen Centre-Val de Loire i de centrala delarna av Frankrike. Kommunen ligger i kantonen Valençay som tillhör arrondissementet Châteauroux. År 2022 hade Luçay-le-Mâle 1 315 invånare.

## Befolkningsutveckling
Antalet invånare i kommunen Luçay-le-Mâle
Referens:INSEE